# MOTO Talk
MOTO Talk es una función que tienen algunos celulares iDEN que permiten hacer llamadas PTT (Pulsa y habla) a otros fuera de la red iDEN.
Actualmente propiedad de BlackFon en México, en alianza con motorola son los únicos con licencia de uso y explotación de dicha funcionalidad PTT (Push to Talk) que habilita conexiones directa en teléfonos inteligentes tanto android como iOS.
Esta función tiene diferentes nombres dependiendo del proveedor de servicio iDEN. En los Estados Unidos, Nexter lo llama "DirectTalk" y lo incluye como un servicio gratuito en la mayoría de los equipos recientes de Motorola. Boost Mobile deshabilita la función por software. SouthernLINC lo llama LINCaround y envía los equipos con la función deshabilitada. 
Es el mismo sistema usado por los walkie-talkie de la serie DTR de Motorola, pero los DTR y los equipos iDEN se configuran para que no se puedan comunicar entre ellos debido a su configuración de software.
MOTO Talk no es igual que el servicio pulsa y habla "DirectConnect". Las señales son enviadas directamente al otro equipo, sin usar la red celular como lo hace DirectConnect. MOTO Talk usa la Banda ISM de 900 MHz diferente a las frecuencias del servicio IDEN, que por lo general está en 800MHz en los Estados Unidos y Canadá.
El rango efectivo puede ser como máximo de 6 millas, pero las frecuencias usadas son bloqueadas por estructuras y vegetación. El rango práctico está dentro de 1 a 2 millas.

## Modelos iDEN compatibles
Moto TALK es compatible con estos dispositivos:
| - i680 - ic902 - i880 - i870 - i850 - i760 - i670 - i580 - i560 | - ic502 - ic402 - i315 - i355 - i325is - i275 - i9 - M710 - i425 | - i576 - r765, r765is - i570 - i786 - i776 - i465 - i296 |